# Ooh Ahh (My Life Be Like)
 "Ooh Ahh" es un sencillo del grupo cristiano estadounidense de hip hop GRITS, con la colaboración deTobyMac. Fue grabado para su cuarto álbum de estudio, The Art of Translation. Fue producido por Ric "DJ Form" Robbins y Otto Price para Incorporated Elements.  
La canción fue escrita por Ric Robbins, Otto Price, Coffee and Bone de Grits y TobyMac. Esta canción es conocida también como "My Life Be Like", o "My Life Be Like (Ooh Ahh)". Un extracto de la canción aparece en la canción de tobyMac, "Catchafire (Whoopsi-Daisy)" de su álbum Welcome to Diverse City.
Hasta la fecha, "Ooh Ahh" ha sido certificado RIAA Digital Gold por más de 500,000 descargas y transmisiones a pedido en mayo de 2014, convirtiéndose posteriormente en Platino en enero de 2019. Logró posicionarse en diversas listas de Billboard.

## Lanzamientos
GRITS lanzó el EP "Ooh Ahh" en 2007. Cuenta con las canciones "Ooh Ahh", "Ooh Ahh (Liquid Remix)" y "Open Bar". "Ooh Ahh" fue lanzado en The Greatest Hits, que también fue lanzado en 2007. Fue el quinto título del álbum recopilatorio. Fue la segunda canción en The Art of Translation, lanzado en 2002.  
En 2014, Capital Kings y John Reuben realizaron una nueva versión del tema "Ooh Ahh" y fue lanzado en el álbum de 20 años Gotee Records: 20 Years Brand New y más tarde en la versión física de Fireblazin.  

### Lista de canciones del EP
| N.º | Título                                                | Duración |  |
| 1.  | «Ooh Ahh (My Life Be Like)»                           | 3:53     |  |
| 2.  | «Ooh Ahh (The Labrats Mello Remix)» (junto a tobyMac) | 4:47     |  |
| 3.  | «Ooh Ahh (Liquid Beats Remix)» (junto a tobyMac)      | 3:56     |  |
| 4.  | «Ooh Ahh» (Instrumental)                              | 3:57     |  |

## En la cultura popular
La canción ha aparecido en tres programas diferentes de MTV: My Super Sweet 16, Pimp my ride y The Buried Life. "Ooh Ahh" sirvió como tema principal para el último show. Apareció en el episodio 3 de las audiciones de la temporada 11 en el programa de Fox So You Think You Can Dance. También se incluyó en la banda sonora de las películas The Fast and the Furious: Tokyo Drift, Big Momma's House 2 y la película de Freeskiing War de Poor Boyz Productions.

## Certificaciones
| País                                             | Certificación | Unidades certificadas              |
| ------------------------------------------------ | ------------- | ---------------------------------- |
| Reino Unido                                      | Silver        | <200.000                           |
| Estados Unidos                                   | Platino       | <1.000.000 (Plataformas digitales) |
| Flujo de ventas basado solo en la certificación. |               |                                    |